# Le Nordais
Le Nordais ist ein Windpark am Sankt-Lorenz-Strom in Cap-Chat (Gaspésie, Québec) mit 99,75 MW installierter Leistung. An derselben Stelle befindet sich der größte Darrieusrotor der Welt. Dieser heißt Éole und ist nach dem griechischen Gott Aiolos benannt. Er sollte 4 Megawatt produzieren, lief aber ähnlich wie die Growian in Deutschland nie zufriedenstellend und kam nicht über das Versuchsstadium hinaus.

## Geschichte
Der Parc Le Nordais wurde von Axor und M&N Wind Power errichtet und an die Hydro-Québec verpachtet. Der erste Teil des Windparks ging im Dezember 1998 ans Netz und liefert 57 MW, der zweite Teil im Herbst 1999 mit 42,75 MW.
2007 wurde der Windpark von Canadian Hydro zu einem Preis von 116 Millionen Kanadischen Dollar aufgekauft. Diese Firma gehört mittlerweile TransAlta, der Windpark selbst fungiert unter der Bezeichnung Kenwind Industries Ltd.

## Éole
| Technische Daten des Éole     | Technische Daten des Éole |
| ----------------------------- | ------------------------- |
| Nennleistung                  | 3,8 MW                    |
| Durchmesser des Rotors        | 64 m                      |
| Höhe des Rotors               | 96 m                      |
| Gesamthöhe                    | 110 m                     |
| Fläche im Wind                | 4000 m²                   |
| Blattzahl                     | 2                         |
| Einschaltwindgeschwindigkeit  | 4,5 m/s                   |
| Abschaltwindgeschwindigkeit   | 22,5 m/s                  |
| Überlebenswindgeschwindigkeit | 62 m/s                    |

Éole war ein Projekt der Hydro-Québec und wurde 1988 erbaut. Er war ein Experiment zur kommerziellen Nutzung von Vertikalachsenrotoren in großem Maßstab und war zeitweise die größte und nominell leistungsstärkste Windkraftanlage überhaupt. Niederfrequente Schwingungen der Konstruktion um etwa 0,8 Hertz, die durch die Lastwechsel der Rotorblätter in der Strömung verursacht wurden, die enorme Größe und die damals qualitativ weniger hochwertigen Materialien führten zu hoher Belastung, Materialermüdung und langen Auszeiten der Anlage. Die Lagerung des Rotors litt zudem unter starkem Verschleiß; zum einen wegen seines hohen Gewichts, zum anderen durch die vertikale Kraftkomponente aus der Abspannung mit sechs Drahtseilen. Éole lief ähnlich wie Growian nur für kurze Zeiten und wurde 1992 nach schwerer Beschädigung durch eine Sturmböe endgültig stillgelegt. Er ist heute eine touristische Attraktion.